# Альвоцидиб
Альвоцидиб (флавопиридол, HMR-1275) — ингибитор циклин-зависимых киназ. Проходит клинические испытания в качестве потенциального лекарства от хронического лимфолейкоза. Изучался в качестве возможного средства борьбы с артритом.